# Глинки (Рівненський район)
Глинки - село в Україні, у Рівненському районі Рівненської області. Населення  на 01.01.1993 року становило 147 дворів, 375 мешканців.

## Історія та географія
На відстані 3-ох км на південь від автотраси Рівне-Київ серед висот, долин і ярів розкинулось село Гли́нки 
Вважають, що Глинки заснував у 1569 року князь Костянтин Василь Острозький на місці віковічної діброви, де споруджено лісничівку й панський двір, а згодом обширний став, смолярню. 
У 1603 році на "Глинковских угоднях" затримані конокради, а два роки пізніше - грабіжники корчми, панського двору.
У 1656 році Глинки дощенту руйнують татари.
По даних з відомостей за 1811 рік село Глинки належало поміщику Йосипу Стецькому і в ньому було 32 двори і ппроживало 273 особи. 
Перша церква Сятого Іллі з невідомих причин була зруйнована, а в 1883 році побудована нова. Як свідчать відомості церков Рівненського повіту за 1798 р. в с. Глинки існувала Іллінська церква, дерев'яна, до неї було приписано 50 дворів і 142 душі чол. і 149 жін. населення.
За народними переказами назва села "Глинки" походить від наявності великої кількості глини. На даний час в селі є кар'єр, в якому беруть пісок і глину. В Глинках бере початок з 9 джерел і 5 криниць притока Горині Пруськи (її довжина 11 км), названа за назвою села (тепер Зарічне).
Дехто іменує річку Корчиком, бо мовляв "має зарослі корчів". В околицях села зокрема в урочищі "Городищина" проживали племена, що відносяться до завершальної епохи кам'яної доби - неоліту.

## Герб
В зеленому полі золотий глечик на срібному вишитому рушнику. В червоній главі срібний уширений хрест. Щит обрамований золотим декоративним картушем i увінчаний золотою сільською короною.

## Відомі люди

### Народились
- Пасічник Ігор Демидович — ректор Національного університету «Острозька академія», доктор психологічних наук, професор кафедри психолого-педагогічних дисциплін, академік Міжнародної слов'янської академії наук та АН ВШ України, заслужений працівник народної освіти України.